# 神田健治
神田 健治（かんだ けんじ、1903年〈明治36年〉1月2日 - 1958年〈昭和33年〉1月22日）は、愛知県宝飯郡神ノ郷村（現・蒲郡市）出身の農業技術者・政治家。愛知県議会議員（2期）。蒲郡みかんの発展に貢献した。

## 経歴
1903年（明治36年）1月2日に愛知県宝飯郡神ノ郷村（現・蒲郡市）に生まれ、愛知県立蒲郡農学校（現・愛知県立蒲郡高等学校）を卒業した。

### 蒲郡みかんの発展

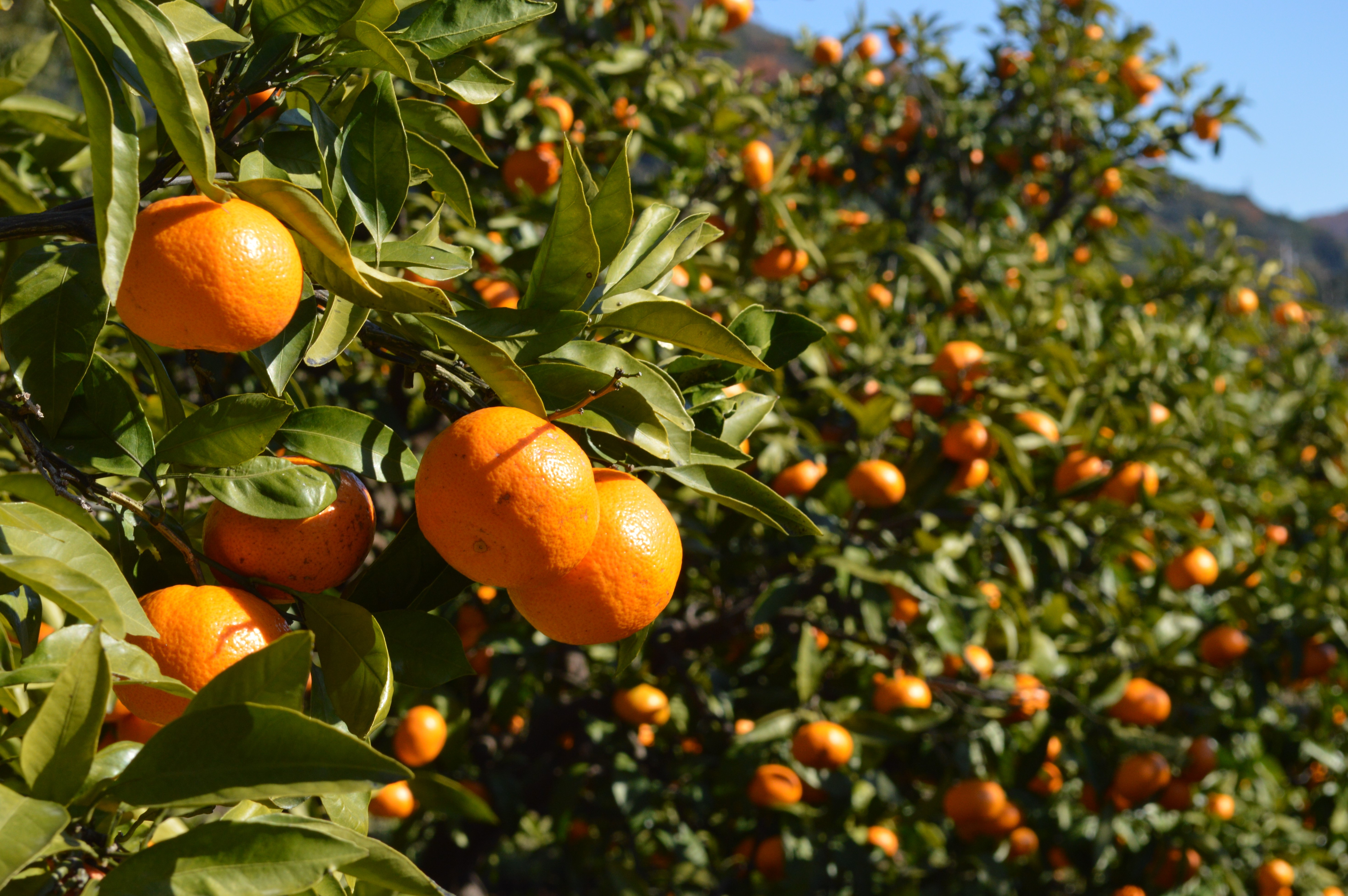
蒲郡みかん

蒲郡におけるウンシュウミカン栽培の発展に傾注し、1933年（昭和8年）には母樹園（現・愛知県農業総合試験場蒲郡支所）の設立に関与した。また、1933年（昭和8年）には神ノ郷に農業用ため池の白龍池が造成されたが、神田はこの難事業の会計係を担っている。
1948年（昭和23年）に宝飯豊川果樹組合（現・JA蒲郡市）が設立されると、同年には神田が組合長に就任した。1954年（昭和29年）には蒲郡柑橘農業協同組合に改称され、1958年（昭和33年）まで神田が組合長を務めている。

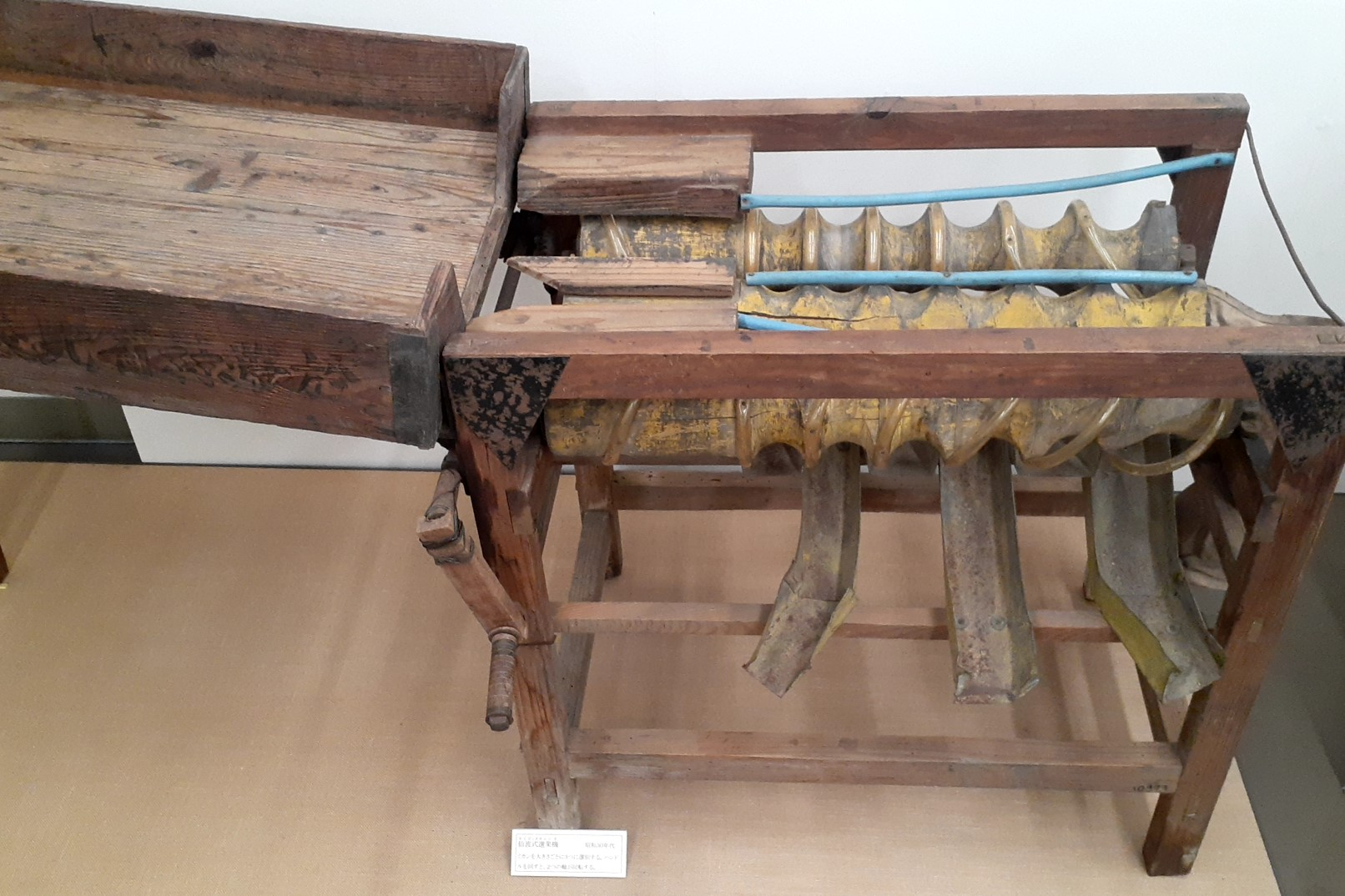
蒲郡みかんの選果機

それまでは個人選果で個々の農家の努力に頼っていたが、1957年（昭和32年）に国によって新農村特別助成事業が開始されると、神田や大森信次らは蒲郡柑橘農業協同組合の中に共同選果場を作り、みかんの共同出荷体制を確立させた。共同選果場の開設を機に、等級品質の分類や糖度による評価基準も定められ、1963年（昭和38年）には全量出荷契約の制度を確立させた。
これらの努力によって蒲郡のウンシュウミカンは販路が拡大し、蒲郡みかんとして全国に名が知られるようになった。同年には蒲郡柑橘農業協同組合でイチゴの共同出荷も開始している。

### 愛知県議会議員

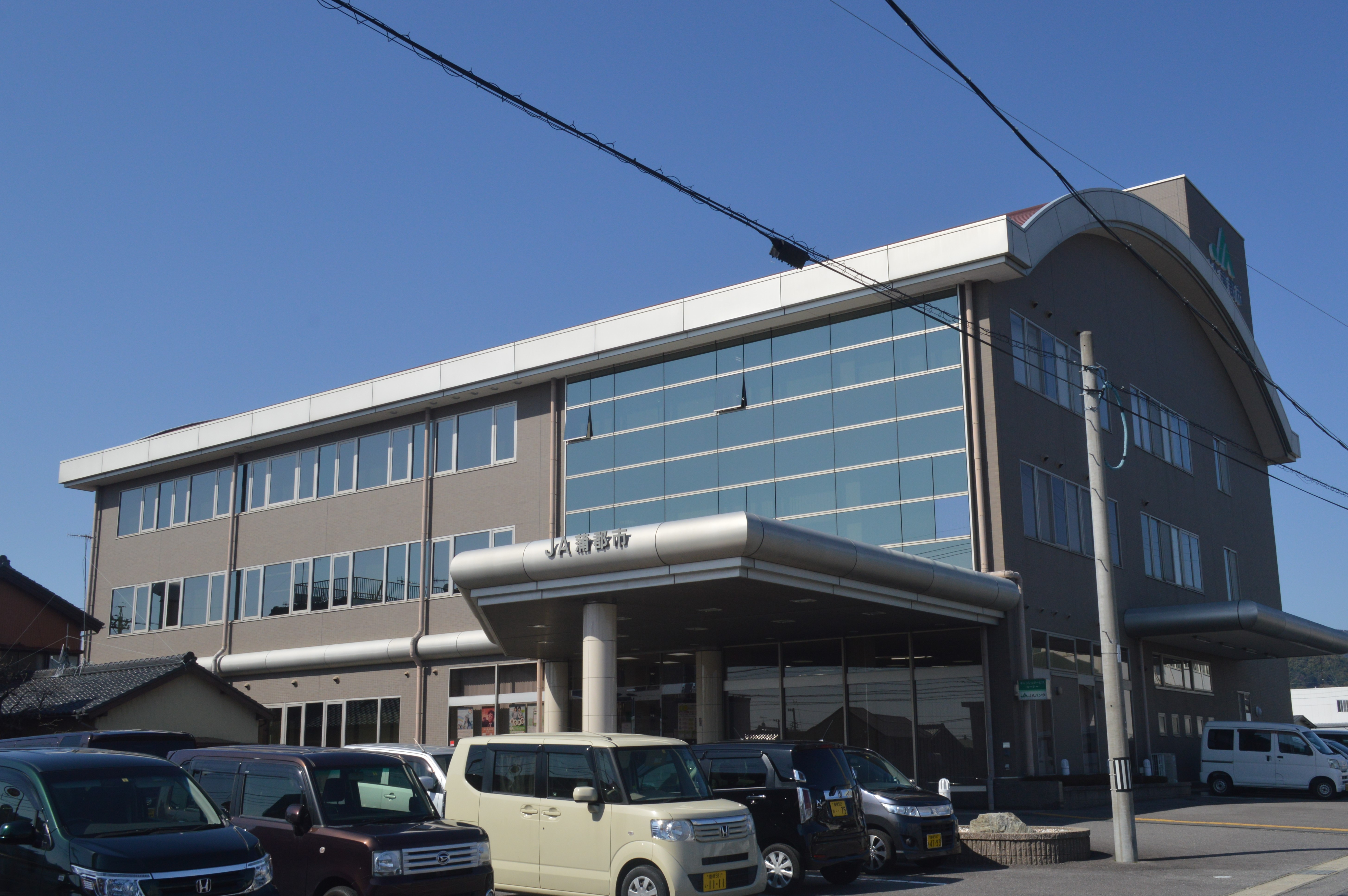
神田が礎を築いたJA蒲郡市

1947年（昭和22年）4月には第1回愛知県議会議員選挙が行われ、神田は宝飯郡選挙区から立候補して9,084票を得たが、次点で落選した。1951年（昭和26年）4月には第2回愛知県議会議員選挙が行われ、定員が1増えた選挙に蒲郡町議会の推薦で立候補した。最も有権者の多い蒲郡町で圧倒的な得票を得て、飛田常一に次ぐ12,616票で愛知県議会議員に初当選した。
1955年（昭和30年）4月の第3回愛知県議会議員選挙では候補者が乱立したが、7,977票でトップ当選して2選を果たした。神田は自由党所属であった。1958年（昭和33年）4月に行われる蒲郡市長選挙の候補に推薦されたが、選挙前の同年1月22日に死去した。
愛知県議会宝飯郡選挙区では神田と羽田慶次郎が相次いで死去したことで、4月20日には補欠選挙が行われたが、神田の後継者である大隅寛もこの補欠選挙で当選している。その他には愛知県果樹研究会長や蒲郡市消防団長も歴任した。死後の1960年度（昭和35年度）には蒲郡市から産業の進展の功労者として表彰を受けた。